# Le Rappel (film)
Pour les articles homonymes, voir The Bugle Call et rappel.
Pour plus de détails, voir Fiche technique et Distribution.
Le Rappel (titre original : The Bugle Call) est un film américain réalisé par Edward Sedgwick et sorti en 1927.

## Synopsis
Billy Randalph est un jeune "trompette" d'un poste frontière de cavalerie au milieu des années 1870. Sa belle-mère essaye de remplacer sa vrai maman.

## Fiche technique
- Titre original : The Bugle Call
- Réalisation : Edward Sedgwick
- Scénario : Josephine Lovett d'après une histoire de C. Gardner Sullivan
- Production : Metro-Goldwyn-Mayer
- Photographie : André Barlatier
- Costumes : André-ani
- Montage :  	Sam Zimbalist
- Durée : 6 bobines[1]
- Date de sortie: 
  - États-Unis : 6 août 1927

## Distribution
- Jackie Coogan : Billy Randolph
- Claire Windsor : Alice Tremayne
- Herbert Rawlinson : Capt. Randolph
- Tom O'Brien : Sgt. Doolan
- Harry Todd : Cpl. Jansen
- Nelson McDowell : Luke
- Sarah Padden : la femme de Luke
- Johnny Mack Brown